# Premier Division (1994/1995)
Premier Division (1994/1995) – był to 98. sezon szkockiej pierwszej klasy rozgrywkowej w piłce nożnej. Sezon rozpoczął się 13 sierpnia 1994, a zakończył się 13 maja 1995. Brało w niej udział 10 zespołów, które grały ze sobą systemem „każdy z każdym”. Tytuł mistrzowski obroniło Rangers, dla którego był to 45. tytuł mistrzowski w historii klubu. Tytuł króla strzelców zdobył Tommy Coyne, który strzelił 16 bramek.

## Zasady rozgrywek
W rozgrywkach brało udział 10 drużyn, walczących o tytuł mistrza Szkocji w piłce nożnej. Każda z drużyn rozegrała po 4 mecze ze wszystkimi przeciwnikami (razem 36 spotkań).

## Drużyny
| Uczestnicy poprzedniej edycji                                                                                 | Uczestnicy poprzedniej edycji | Uczestnicy poprzedniej edycji | Uczestnicy poprzedniej edycji |
| --- | ----------------------------- | ----------------------------- | ----------------------------- |
| RAN | Rangers                       | 1                             |                               |
| ABR | Aberdeen                      | 2                             |                               |
| MTH | Motherwell                    | 3                             |                               |
| CEL | Celtic                        | 4                             |                               |
| HIB | Hibernian                     | 5                             |                               |
| DNU | Dundee United                 | 6                             |                               |
| HRT | Heart of Midlothian           | 7                             |                               |
| KIL | Kilmarnock                    | 8                             |                               |
| PAR | Partick Thistle               | 9                             |                               |
| Awans z Scottish First Division 1993/1994                                                                     |                               |                               |                               |
| FLK | Falkirk                       | 1                             |                               |
| Oznaczenia: - kolumna pierwsza – skróty nazw drużyn, - kolumna trzecia – miejsce zajęte w poprzednim sezonie. |                               |                               |                               |

## Stadiony
| Miasto     | Stadion             | Klub                | Pojemność |
| ---------- | ------------------- | ------------------- | --------- |
| Aberdeen   | Pittodrie Stadium   | Aberdeen            | 20 866    |
| Dundee     | Tannadice Park      | Dundee United       | 14 223    |
| Edynburg   | Tynecastle Stadium  | Heart of Midlothian | 20 099    |
| Edynburg   | Easter Road Stadium | Hibernian           | 17 536    |
| Falkirk    | Brockville Park     | Falkirk             | 8 000     |
| Glasgow    | Celtic Park         | Celtic              | 80 000    |
| Glasgow    | Firhill Stadium     | Partick Thistle     | 10 102    |
| Glasgow    | Ibrox Stadium       | Rangers             | 80 000    |
| Kilmarnock | Rugby Park          | Kilmarnock          | 17 889    |
| Motherwell | Fir Park            | Motherwell          | 13 742    |

## Tabela końcowa
| Lp. | Drużyna             | M  | Z  | R  | P  | Bramki | Bramki | Różn. | Pkt | Uwagi                           |
| --- | ------------------- | -- | -- | -- | -- | ------ | ------ | ----- | --- | ------------------------------- |
| 1   | Rangers (M)         | 36 | 20 | 9  | 7  | 60     | 35     | +25   | 69  | Liga Mistrzów UEFA • 1Q         |
| 2   | Motherwell          | 36 | 14 | 12 | 10 | 50     | 50     | 0     | 54  | Puchar UEFA • Runda wstępna     |
| 3   | Hibernian           | 36 | 12 | 17 | 7  | 49     | 37     | +12   | 53  |                                 |
| 4   | Celtic (P)          | 36 | 11 | 18 | 7  | 39     | 33     | +6    | 51  | Puchar Zdobywców Pucharów • 1R  |
| 5   | Falkirk             | 36 | 12 | 12 | 12 | 48     | 47     | +1    | 48  |                                 |
| 6   | Heart of Midlothian | 36 | 12 | 7  | 17 | 44     | 51     | −7    | 43  |                                 |
| 7   | Kilmarnock          | 36 | 11 | 10 | 15 | 40     | 48     | −8    | 43  |                                 |
| 8   | Partick Thistle     | 36 | 10 | 13 | 13 | 40     | 50     | −10   | 43  | Puchar Intertoto • Faza grupowa |
| 9   | Aberdeen (B)        | 36 | 10 | 11 | 15 | 43     | 46     | −3    | 41  | Baraże o utrzymanie             |
| 10  | Dundee United (S)   | 36 | 9  | 9  | 18 | 40     | 56     | −16   | 36  | Spadek do First Division        |

## Wyniki spotkań

### Mecze 1–18
| Gospodarz \ Gość    | ABR | CEL | DNU | FLK | HRT | HIB | KIL | MTH | PAR | RAN |
| Aberdeen            |     | 0:0 | 3:0 | 2:2 | 3:1 | 0:0 | 0:1 | 1:3 | 1:1 | 2:2 |
| Celtic              | 0:0 |     | 2:1 | 0:2 | 3:0 | 3:0 | 1:1 | 2:2 | 0:0 | 1:3 |
| Dundee United       | 2:1 | 2:2 |     | 1:0 | 5:2 | 0:0 | 2:2 | 1:1 | 0:1 | 0:3 |
| Falkirk             | 2:1 | 1:1 | 1:3 |     | 2:1 | 0:0 | 3:3 | 0:1 | 2:1 | 0:2 |
| Heart of Midlothian | 2:0 | 1:0 | 2:1 | 1:1 |     | 0:1 | 3:0 | 1:2 | 3:0 | 1:1 |
| Hibernian           | 2:2 | 0:2 | 5:0 | 2:2 | 2:1 |     | 0:0 | 2:2 | 3:0 | 2:1 |
| Kilmarnock          | 2:1 | 0:0 | 0:2 | 1:1 | 3:1 | 0:0 |     | 0:1 | 2:0 | 1:2 |
| Motherwell          | 0:1 | 1:1 | 1:1 | 5:3 | 1:1 | 1:1 | 3:2 |     | 3:1 | 2:1 |
| Partick Thistle     | 2:1 | 1:2 | 2:0 | 1:2 | 0:1 | 2:2 | 2:0 | 2:2 |     | 0:2 |
| Rangers             | 1:0 | 0:2 | 2:0 | 1:1 | 3:0 | 2:0 | 2:0 | 2:1 | 3:0 |     |

Źródło: SPFL.co.uk
Objaśnienia:
1Drużyna gospodarzy jest wymieniona po lewej stronie tabeli.
Kolory: zielony – zwycięstwo gospodarzy, żółty – remis, różowy – zwycięstwo gości.

### Mecze 19–36
| Gospodarz \ Gość    | ABR | CEL | DNU | FLK | HRT | HIB | KIL | MTH | PAR | RAN |
| Aberdeen            |     | 2:0 | 2:1 | 0:0 | 3:1 | 0:0 | 0:1 | 0:2 | 3:1 | 2:0 |
| Celtic              | 2:0 |     | 1:1 | 2:0 | 1:1 | 1:1 | 2:1 | 1:1 | 1:3 | 3:0 |
| Dundee United       | 0:0 | 0:1 |     | 1:0 | 1:1 | 0:1 | 1:2 | 6:1 | 2:0 | 0:2 |
| Falkirk             | 0:2 | 1:2 | 3:1 |     | 2:0 | 1:0 | 2:0 | 3:0 | 1:3 | 2:3 |
| Heart of Midlothian | 1:2 | 0:1 | 2:0 | 0:1 |     | 2:0 | 2:2 | 2:0 | 0:1 | 2:1 |
| Hibernian           | 4:2 | 0:2 | 4:0 | 0:2 | 3:1 |     | 2:1 | 2:0 | 1:2 | 1:1 |
| Kilmarnock          | 3:1 | 0:1 | 2:0 | 2:1 | 3:2 | 1:2 |     | 2:0 | 0:0 | 0:1 |
| Motherwell          | 2:1 | 1:0 | 2:1 | 2:2 | 1:2 | 0:0 | 2:0 |     | 1:2 | 1:3 |
| Partick Thistle     | 2:2 | 0:0 | 1:3 | 0:0 | 3:1 | 2:2 | 2:2 | 0:0 |     | 1:1 |
| Rangers             | 3:2 | 1:1 | 1:1 | 2:2 | 1:0 | 3:1 | 3:0 | 0:2 | 1:1 |     |

Źródło: SPFL.co.uk
Objaśnienia:
1Drużyna gospodarzy jest wymieniona po lewej stronie tabeli.
Kolory: zielony – zwycięstwo gospodarzy, żółty – remis, różowy – zwycięstwo gości.

## Baraże
Aberdeen, 9. drużyna Premier Division oraz Dunfermline Athletic, 2. zespół Scottish First Division, spotkały się w dwumeczu o miejsce w kolejnym sezonie Premier Division. Aberdeen zwyciężyło w dwumeczu 6:2, dzięki czemu utrzymało się w szkockiej ekstraklasie. 
| 21 maja 1995 | Aberdeen · Shearer · Glass | 3–1 | Dunfermline Athletic · Robertson | Pittodrie Stadium, Aberdeen |
|              |                            |     |                                  |                             |

| 25 maja 1995 | Dunfermline Athletic · A. Smith | 1–3 | Aberdeen · Dodds · J. Miller · Glass | East End Park, Dunfermline |
|              |                                 |     |                                      |                            |

## Tabela strzelców
| Zawodnik     | Bramki | Drużyna    |
| ------------ | ------ | ---------- |
| Tommy Coyne  | 16     | Motherwell |
| Billy Dodds  | 15     | Aberdeen   |
| Mark Hateley | 13     | Rangers    |